# Kalikakot
Kalikakot – gaun wikas samiti w zachodniej części Nepalu w strefie Gandaki w dystrykcie Syangja. Według nepalskiego spisu powszechnego z 2001 roku liczył on 1027 gospodarstw domowych i 5381 mieszkańców (2975 kobiet i 2406 mężczyzn).